# Guaraná (banda)
Guaraná es el nombre del grupo español de música compuesto actualmente por Juanra Arnaiz y David Navarro.

## Historia
Guaraná se formó en Alicante. Juanra Arnáiz, siendo tan solo un niño, ya se recorría todos los garitos de Alicante y su provincia. Por su parte, David Navarro empezó más tarde, aunque también se hizo el circuito de las pequeñas salas con el fin de sacar la cabeza en el difícil mundo de la música. Un buen día, sobre 1998, coincidieron y formaron un trío, llamándose "Popster". Con la llegada de dos nuevos componentes, y ya como quinteto, deciden girar su música hacia lo latino.
En 1999, durante una de las sesiones de grabación de la maqueta, a David Navarro, el guitarrista, le dolía la cabeza y entraron en una farmacia. Vieron un cartel que ponía: Guaraná. Les gustó la sonoridad del nombre, buscaron el significado y vieron que era una planta con alto contenido en cafeína que revitalizaba. Y como se sentían identificados con esta planta y sus efectos revitalizantes, decidieron rebautizarse como "Guaraná".
Tras esto deciden marcharse a Madrid, donde empezaron tocando en el Metro, en la estación de Sol, y por las noches se recorrían los bares repartiendo maquetas. Así nacía Guaraná en el año 2000.
Ese mismo año fichan por Sony Music y graban su disco debut, El Efecto Guaraná, cosechando gran éxito, sobre todo con el tema "La Casa de Inés". Este éxito acelera el segundo disco del grupo, y en 2001, bajo el mismo sello discográfico, graban Vampiros en La Habana.
Dos años más tarde se producen las primeras bajas en la banda, marchándose Vicente Mirás y Francisco Cherro, y ya como trío, editan su tercer disco, Guaraná.
Ya en 2006, tras un periodo de descanso, cambiar de discográfica (a Universal Music) y convertidos en el dúo actual tras la marcha de Cuco Chelinni, sacan al mercado el cuarto disco de estudio, La Furgoneta del Amor, que los devuelve al panorama musical.
En 2008 se edita el quinto álbum del grupo, De Lao a Lao.
En 2010, celebrando los 10 años de existencia de la banda, el dúo formado por Arnaiz y Navarro editan Grabaciones 2000-2010, un disco recopilatorio de sus éxitos durante su carrera, grabados de nuevo con la colaboración de amigos como David Summers, Taxi, Marta Botia o Georgina.

## Miembros
Actualmente componen Guaraná:
- Juanra Arnaiz: voz.
- David Navarro: guitarra.

En sus inicios eran 5 miembros. Además de los 2 actuales también formaron parte del grupo:
- Cuco Chelinni: percusión.
- Vicente Miras: guitarra eléctrica y bajo.
- Francisco Cherro Prieto: batería.

## Discografía

### Álbumes de estudio
- 2000 - "El Efecto Guaraná"
- 2001 - "Vampiros en La Habana"
- 2004 - "Guaraná"
- 2006 - "La Furgoneta del Amor"
- 2008 - "De Lao a Lao"
- 2010 - "Grabaciones 2000-2010"
- 2018 - "Canciones de tormentas"